# 能代春慶

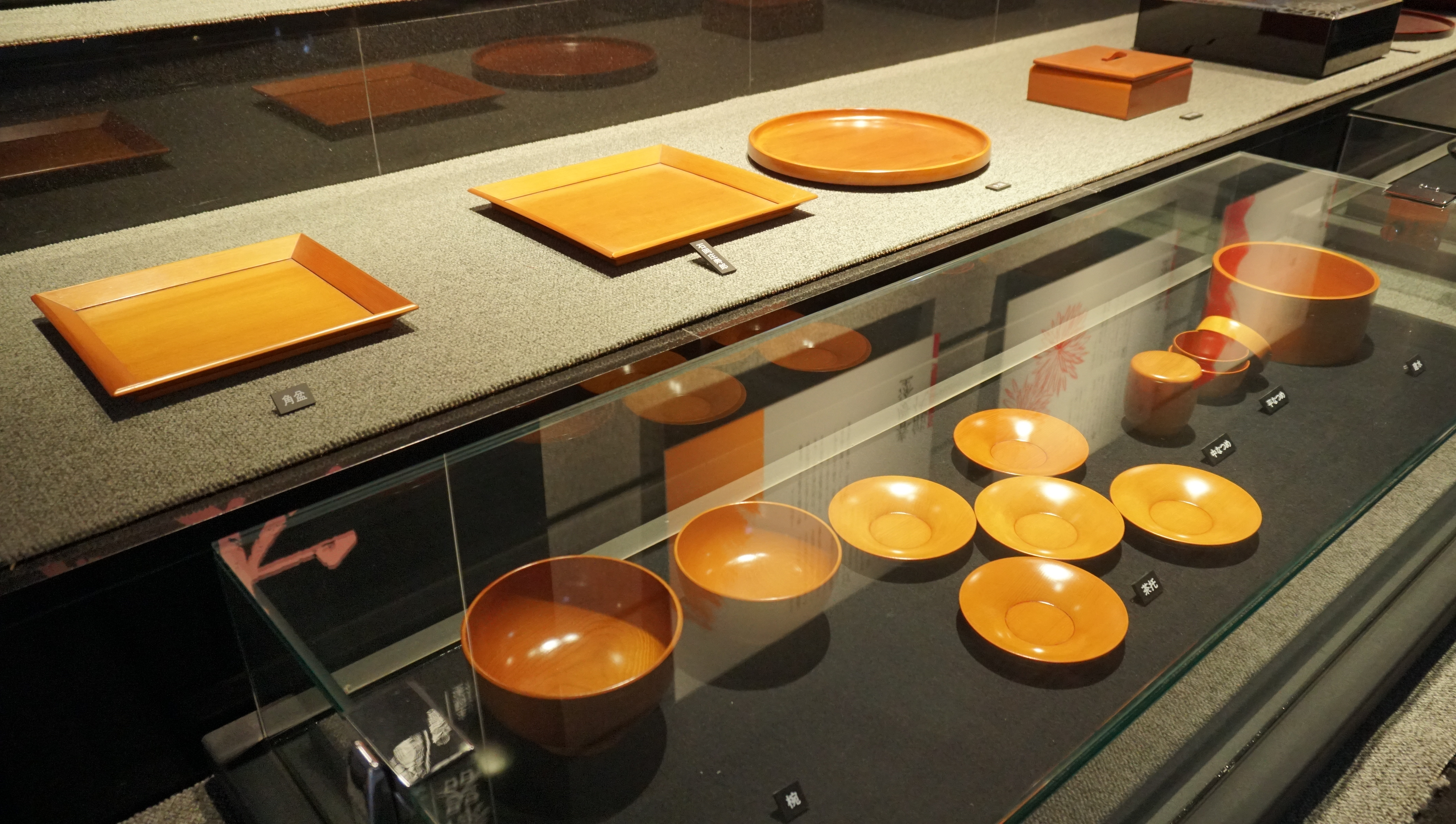
能代春慶の椀類

能代春慶（のしろしゅんけい）は、秋田県能代市（あきたけんのしろし）で製造された春慶塗の漆器。秋田春慶とも呼称される。岐阜の飛騨春慶、茨城の粟野春慶とともに、日本三大春慶塗（日本三春慶）に数えられる。
1957年（昭和32年）、国の無形文化財に指定され、秋田音頭の歌詞にも名産として歌われている秋田の伝統工芸であるが、2010年（平成22年）に後継者不在となって以来、途絶えている。

## 特色
木地には主としてヒバを用いる。色彩は淡黄色で透明のいわゆる「黄春慶」で、木地の木目が透けてみえる美しさが特徴。おもな製品に茶棚、文机、硯箱、盆などがあり、茶人に好まれた。
下塗りから完成するまで約3カ月、その間塗られる漆は24種類で、調合は代々能代春慶の技法を継承してきた石岡家の秘伝とされていた。春慶塗のなかでも高級品で、一般に出回ることは少ない。

## 製造工程
素材のヒバは、伐採してから7-8年放置したものを製材したのち、さらに1-2年乾かしてから使う。
- 目止め－砥粉、硅土などを水練りしたものを[10]、乾かないうちに2、3回塗って拭く作業を繰り返す[9]。着色に用いるのは、黄色はクチナシ、キワダ、オーラミン、紅色は、弁柄、洋紅など[10]。
- 下地塗り－よく乾かしたものに、さらにこの米糊に生漆と荏油を加え、同様に2、3回塗りこむ[9]。

　　　　　　　　下地ができたら、生正味漆に糊を入れて薄め、これを数回塗り重ねる。
- 上塗り－仕上げに透漆を刷毛で塗る[9]。

## 歴史

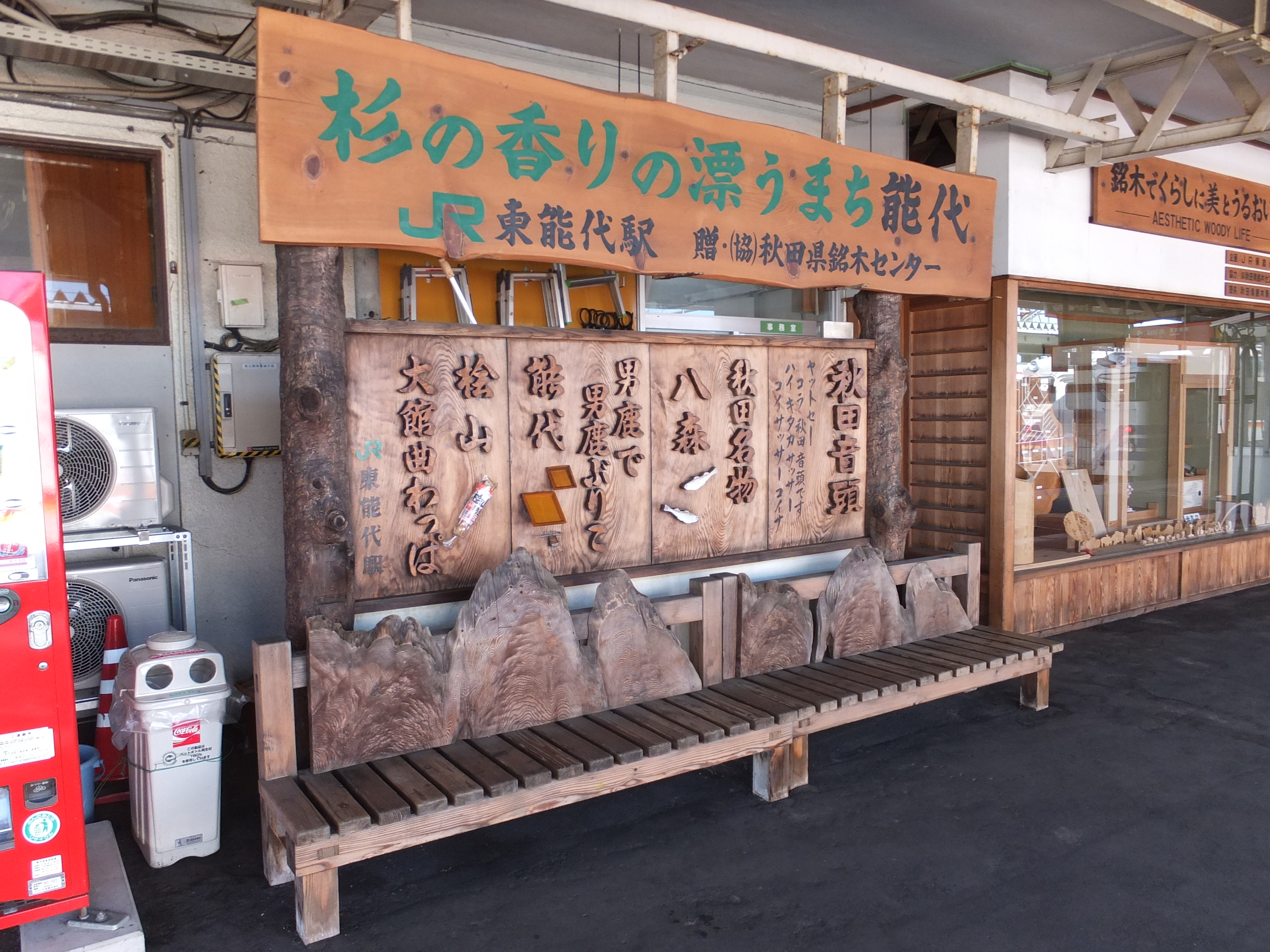
能代周辺の名産品を紹介する看板（左から2番目に能代春慶）

起源には主に2つの説があるが、定かではない。
- 延宝年間（1673－1681）、飛騨の漆工・山打三九郎が能代にある良材としての秋田杉に着目し、移住して春慶塗を製作したとする説[1][5]。
- 能代の佐竹家が水戸から移封になった際、春慶塗の職人を連れてきたとする説[11][5]。

能代春慶を飛騨春慶に並ぶものにしたのは、山打三九郎の弟子である越後屋石岡庄九郎の孫・石岡家3代目の庄太郎とされる。庄太郎は塗りの際に塵がつくのを避けるため、川に船を浮かべて仕事をしたという逸話もある。
1785年（天明5年）、佐竹義和が家督を相続し、藩内の工芸を庇護・奨励する施策を行った。1793年（寛政5年）には、能代春慶も「御用」の品として奨励されている。
明治期以降の藩解体後の文献は失われており、当時における春慶塗の状況詳細は不明である。北前船主の右近権左衛門家は、明治30年頃に巨額を投じて、家庭用に使用する春慶塗をもとめたという。
1949年（昭和24年）3月20日夜半に発生し、8時間以上焼け続けたという能代史上に残る大火により、石岡家に伝わる古文書の原本が失われた。10代目の石岡庄寿郎は、大火後の復興に尽力し、1957年（昭和32年）に能代の春慶塗は、国の「記録作成などの措置を講ずべき無形文化財」として指定を受ける。しかしながら、ひとりの後継ぎにしか技法を伝えない「一子相伝」のため、2010年（平成22年）に11代目の石岡庄寿郎が死去すると後継者不在となって生産が途絶えた。

## 能代春慶再現活動
能代春慶に関する文献はもともと少ないが、前述の能代大火により石岡家にあった資料も焼失してしまい、他者により写しを取ってあったものに頼るしかないのが現状である。
2012年（平成24年）から、能代市出身の家具職人・湊哲一、木工スプーン作家の宮薗なつみを中心として、能代春慶復活のプロジェクトが始動している。能代市の援助も受けながら、石岡庄寿郎の作業場や道具、家族への聞き取りも行い、制作手順などを検討し、定期的にワークショップや報告会を行っている
。しかしながら、文献がなく、忠実な再現は困難で、伝統を復活させる見通しは今のところ立っていない。